# Johann Baptist Ambrosi
Johann Baptist Ambrosi (* 5. April 1741 in Selnitz, Königreich Ungarn, heute Slowakei; † 22. Februar 1796 in Berlin) war ein lutherischer Theologe und Pfarrer.
Ambrosi studierte Evangelische Theologie an der Universität Halle, wo Gotthilf August Francke ihn förderte. Hier war er auch als Korrektor an den Arbeiten für eine Böhmische Bibel beteiligt, die auf Kosten der Berliner Böhmischen Gemeinde gedruckt wurde. Ab 1770 amtierte er als erster Prediger und Inspektor in Havelberg. Am 22. März 1773 wurde er zum Prediger an der Gertraudenkirche in Berlin berufen; zugleich wurde er Konsistorialrat und Inspektor der Berlinischen und Rixdorfischen Böhmisch-Lutherischen Gemeinden. 